# Hérodiade (Henner)
Pour les articles homonymes, voir Hérodiade.
Hérodiade est un tableau réalisé par le peintre français Jean-Jacques Henner vers 1887. Exécutée au fusain et à l'huile sur papier marouflé sur toile, cette peinture religieuse représente Hérodiade vêtue d'une robe rouge alors qu'elle tient devant elle un plateau sur lequel gît la tête de Jean le Baptiste, dont sa fille Salomé a obtenu la décapitation. Il s'agit d'une étude pour une peinture aujourd'hui non localisée qui a été exposée au Salon de 1887. Elle est conservée au musée national Jean-Jacques-Henner, à Paris.